# 渡辺宝陽
渡邊 寶陽（わたなべ ほうよう、1933年3月13日 - ）は、日本の仏教学者で 立正大学特別栄誉教授及び元学長（第23・25代）・日蓮宗大僧正・法立寺前住職。東京都生まれ。

## 略歴
- 1955年、立正大学仏教学部宗学科卒。
- 1957年、立正大学大学院文学研究科仏教学専攻修士課程修了。
- 立正大学大学院文学研究科仏教学専攻博士後期課程単位取得満期退学。
- 立正大学助教授
- 1980年「日蓮教学における本尊と信行の研究」で立正大学文学博士
- 立正大学仏教学部教授。
- 立正大学仏教学部部長。
- 立正大学学長。
- 2003年、定年退任、名誉教授。
- 2011年、瑞宝中綬章受章[2]。
- 2020年、特別栄誉教授。

## 著書
- 『日蓮宗信行論の研究』平楽寺書店 1976
- 『日蓮のことば』雄山閣　1978
- 『日蓮聖人 目でみる祖師伝』内藤正敏写真(講談社、1985)
- 『日蓮百言百話 開祖のこころと素顔』(PHP研究所、1990)
- 『法華経・久遠の救い』NHKライブラリー（NHK出版、1995）
- 『仏教を生きる われら仏の子　法華経』(中央公論新社、2000)
- 『日蓮仏教論 ― その基調をなすもの』(春秋社、2003)
- 『ブッダ永遠のいのちを説く-『法華経』を読み解き、日本文化の深淵を探る』NHKこころの時代(NHK出版、2003)のちNHKライブラリー

## 共編著
- 『お経日蓮宗』編著(講談社、1983)
- 『日蓮宗 わが家の宗教』庵谷行亨共著(大法輪閣、1984)
- 『日蓮聖人のお言葉 一日一訓』さだるま新書(日蓮宗新聞社、1986)
- 『法華経を生きる』田村芳朗共編(講談社、1984)
- 『日蓮のいいたかったこと』北川前肇共著 もんじゅ選書(講談社 1985)
- 『法華仏教の仏陀論と衆生論 法華経研究』編(平楽寺書店、1985)
- 『日蓮の手紙』こころの本(筑摩書房、1990)
- 『日蓮聖人全集』全7巻　小松邦彰共編　春秋社、1992-1996
- 『仏縁を活かす最新法話データ大事典』中野東禅,松濤弘道共編　雄山閣出版　1999
- 『あなただけの日蓮聖人』監修 立松和平,安中尚史共著　小学館　2001

## 論文
- CiNii>渡辺宝陽
- INBUDS>渡辺宝陽

## 記念論集
- 『法華仏教文化史論叢 渡邊寳陽先生古稀記念論文集』（平楽寺書店、2003年）
- 『日蓮教学教団史論叢 渡邊寶陽先生古稀記念論文集』（平楽寺書店、2003年）